# Říjen 2005
1. října – sobota
- Při sérii třech současných výbuchů v restauracích na indonéském ostrově Bali bylo zabito nejméně 26 osob a přes 100 jich bylo zraněno. Útoky byly zaměřeny na turistická střediska a podle tamní policie je provedli sebevražední útočníci.
- Ústřední výbor KSČM zvolil nového předsedu strany. Odstupujícího předsedu Miroslava Grebeníčka nahradil Vojtěch Filip. Svého jediného protikandidáta Václava Exnera porazil v poměru 63:20.
- Publikováno první pozorování, že gorily v přírodě používají nástroje.
- K Mezinárodní vesmírné stanici (ISS) odstartovala z kosmodromu Bajkonur kosmická loď Sojuz-TMA 7. Na její palubě jsou ruský kosmonaut Valerij Tokarev, americký kosmonaut Bill McArthur a americký vesmírný turista Gregory Olsen. Tokarev a McArthur vystřídají dosavadní stálou posádku stanice.

2. října – neděle
- Volby do Zemského sněmu jihorakouského spolkového státu Štýrsko vyhrála Sociálnědemokratická strana Rakouska (SPÖ) se 41,7 % hlasů před Rakouskou lidovou stranou (ÖVP) (38,7 %), komunistickou KPÖ (6,3 %) a Stranou zelených (4,7 %). Krajně pravicoví Svobodní (FPÖ) se do Zemského sněmu nedostali a drtivou porážku utrpěl také Svaz pro budoucnost Rakouska korutanského hejtmana Jörga Heidera.
- V dodatečných německých volbách konaných v Drážďanech zvítězil přímý kandidát CDU Andreas Lämmel se ziskem 37 % hlasů. CDU bude mít v Bundestagu 226 poslanců, tedy o 4 více než SPD.

3. října – pondělí
- Australané Barry Marshall a Robin Warren získali Nobelovu cenu za lékařství za objev spojitosti zánětů žaludku s bakterií Helicobacter pylori. S cenou je spojena finanční částka 10 mil. švédských korun (asi 33 mil. Kč).
- V Evropě a v severní Africe bylo možno pozorovat prstencové zatmění Slunce. Vrcholu dosáhlo v 11.15 SELČ, kdy Měsíc zakrýval 53 % slunečního kotouče. Nad Českou republikou byla převážně zatažená obloha, a proto zde nebyl úkaz pozorovatelný.
- Zahájení vstupních rozhovorů Turecka s Evropskou unií, které měly začít dnes, je odloženo. Ministři zahraničních věcí členských států nedospěli na nočním jednání k dohodě v zásadních otázkách členství Turecka.
- Německo slaví 15. výročí svého znovusjednocení (státní svátek v Německu).

4. října – úterý
- Ve Francii proběhla generální stávka veřejných zaměstnanců, především pracovníků v dopravě a službách. Stávka byla zaměřena proti poklesu životní úrovně v důsledku stagnujících mezd a růstu životních nákladů a dále proti připravované privatizaci některých státních podniků. Do stávky se zapojilo mezi 15 až 30 % zaměstnanců veřejného sektoru a odborářských demonstrací mezi 500 tisíci až 1 milionem lidí.
- Bořetice na Hustopečsku se staly Vesnicí roku 2005. Jedenáctý ročník soutěže Vesnice roku vyhlásilo Ministerstvo pro místní rozvoj společně se Spolkem pro obnovu venkova ČR a Svazem měst a obcí ČR.
- Nobelovu cenu za fyziku získal Američan Roy Glauber za rozvoj kvantové teorie a dvojice John Hall (USA) a Theodor Hänsch (Německo) za výzkum laserové spektroskopie.
- Krátce po půlnoci byly v Lucemburku zahájeny vstupní rozhovory EU s Tureckem a Chorvatskem.
- Pákistánský ministr vnitra Aftab Ahmad Šarpao sdělil, že pákistánské bezpečnostní služby zadržely mluvčího afghánského hnutí Tálibán Abdala Latífa Hakímího. Stalo se tak prý při operaci proti bojovníkům Tálibánu v oblasti u hranic s Afghánistánem.

5. října – středa
- Nobelova cena za chemii byla udělena týmu Robert Grubbs, Richard Schrock (oba USA) a Yves Chauvin (Francie). Oceněni byli v oblasti organické chemie za metodu ekologicky šetrné výroby plastů a syntézu nových molekul pro lékařství.
- Při výbuchu bomby bylo u mešity v iráckém městě Hilla, které se nachází asi 95 kilometrů jižně od Bagdádu a je obýváno převážně šíity, zabito nejméně 25 osob a 87 dalších bylo zraněno. Organizace al-Káida v Iráku předtím vydala prohlášení, v němž vyzývá k zintenzivnění útoků na šíity během muslimského posvátného měsíce ramadánu. Ten podle iráckých šíitů začal dnes, zatímco podle sunnitů již včera.
- V severovýchodní Číně byly objeveny dvě kostry pterodaktylů z čeledí, které byly známy doposud jen z Evropy. Podle týmu brazilských a čínských vědců je jejich stáří 120 miliónů let.
- V oblasti střední Ameriky řádí hurikán Stan. V Salvadoru a Nikaragui zabil už nejméně 65 lidí.

6. října – čtvrtek
- Právní výbor Evropského parlamentu doporučil odejmout imunitu českému europoslanci Vladimíru Železnému (Nezávislí demokraté). Definitivní rozhodnutí přísluší plenárnímu zasedání EP, kde se bod dostane na program zřejmě koncem října.
- Před budovou Ministerstva zdravotnictví demonstrovalo asi 1500 stávkujících soukromých praktických lékařů. Požadovali odvolání ministryně Milady Emmerové (ČSSD), kterou obviňují ze zodpovědnosti za to, že dostávají pozdě platby od zdravotních pojišťoven. Podle Emmerové či prezidenta České lékařské komory Davida Ratha je však zpožďování plateb způsobeno špatným hospodařením zdravotních pojišťoven.
- Při útoku sebevražedného útočníka opásaného výbušninami, který se odpálil v autobuse bagdádské policejní akademie, bylo zabito nejméně 10 lidí: studentů akademie, zaměstnanců školy a policistů. Při dalších útocích povstalců v Iráku bylo zabito mj. 6 dalších policistů, dva iráčtí vojáci, jeden americký voják, 6 příslušníků americké námořní pěchoty a tři civilisté.
- Britský ministerský předseda Tony Blair prohlásil, že existují informace, naznačující spojení mezi útoky na britské vojáky v Iráku a Íránem a jím podporovaným libanonským hnutím Hizballáh. Blair připustil, že tyto informace nejsou jisté, ale varoval Írán, že neexistuje žádné ospravedlnění pro jeho případné vměšování v Iráku. Již den předtím představitel britské vlády obvinil Írán, že nese zodpovědnost za zabití všech osmi britských vojáků zabitých v Iráku během posledních pěti měsíců. Tento činitel, který si přál zůstat v anonymitě, tvrdil, že šíitští povstalci dostali výzbroj od Hizballáhu a Íránu. Hizballáh i Írán označily tato tvrzení za lživá a jako nepodložená je odmítl i předseda irácké vlády, šíita Ibrahím Džafárí.
- Izraelský nejvyšší soud zakázal izraelské armádě používat Palestince jako „živé štíty“ při operacích na okupovaných palestinských územích. Dočasný zákaz platil již od roku 2002, kdy byl zabit palestinský mladík, kterého armáda použila k vyjednávání s palestinským ozbrojencem. Podle organizací na ochranu lidských práv však izraelská armáda tento dočasný zákaz opakovaně porušila. Nejvyšší soud dospěl k závěru, že používání lidských štítů je v rozporu s mezinárodním právem. Izraelská armáda podle rozsudku napříště nesmí požadovat po civilistech, aby jednali s ozbrojenci, ani je nesmí hnát před vojáky při svých operacích.

7. října – pátek
- Nobelovu cenu za mír udělil letos Nobelův výbor Mezinárodní agentuře pro atomovou energii a jejímu generálnímu řediteli Muhammadu Baradejovi. Výbor ocenil zásluhy agentury na nešíření jaderných zbraní. Agentura získala toto ocenění v roce, kdy si svět připomíná 60. výročí svržení bomb na města Hirošima a Nagasaki a v době, kdy roste riziko zneužití jaderných zbraní teroristy.

8. října – sobota
- Zemětřesení o síle 7,6 stupně Richterovy stupnice zasáhlo Pákistán, Indii a Afghánistán. Nejvíce postiženou oblastí je pákistánská část sporné oblasti Kašmír. Počet mrtvých se odhaduje na 79 000 a další desítky tisíc lidí jsou zraněny.
- Družice Evropské kosmické agentury (ESA) Cryosat se krátce po startu z ruského kosmodromu Pleseck zřítila do Severního ledového oceánu. Příčinou havárie bylo zřejmě selhání řídícího systému nosné rakety Rockot. Družice Cryosat měla měřit tloušťku ledové pokrývky v polárních oblastech Země.

9. října – neděle
- První kolo prezidentských voleb v Polsku. Oficiální výsledky: Donald Tusk (Občanská platforma) 36,33 % hlasů a Lech Kaczyński (Právo a spravedlnost) 33,10 %. Oba postoupili do druhého kola 23. října. Na dalších místech Andrzej Lepper (Sebeobrana) 15,11 %, Marek Borowski 10,33 %, Jarosław Kalinowski 1,81 %, Janusz Korwin-Mikke 1,43 %, Henryka Bochniarz 1,26 %, Liwiusz Ilasz 0,21 %, Stanisław Tymiński 0,16 %, Leszek Bubel 0,13 %, Jan Pyszko 0,07 %, Adam Słomka 0,06 %.
- Papež Benedikt XVI. blahořečil kardinála von Galena, biskupa münsterského, kterému jeho protinacistická vystoupení přinesla přezdívku Lev z Münsteru.

10. října – pondělí
- Z jednání mezi vedením CDU/CSU a SPD vyplynulo, že novou německou kancléřkou se stane předsedkyně CDU Angela Merkelová.
- Nositeli Nobelovy ceny za ekonomii se stali Američan Thomas Schelling a Izraelec Robert Aumann.
- Slovensko získalo v hlasování Valného shromáždění OSN 185 z 191 hlasů a od 1. ledna 2006 získává na dva roky nestálý mandát v Radě bezpečnosti OSN. Dalšími nestálými členy RB OSN byly zvoleny Kongo, Ghana, Peru a Katar.

11. října – úterý
- Dolní komora japonského parlamentu schválila zákon o privatizaci pošt. V rámci pošt fungují v Japonsku také spořitelny, důsledkem privatizace proto bude vznik největší soukromé banky na světě. Spory kolem tohoto zákona vedly k předčasným volbám v srpnu.
- Při výbuchu bomby na tržišti v severoiráckém městě Tal Afár, ležícím poblíž syrských hranic, bylo nejméně 30 lidí zabito a 35 zraněno. Cíl tohoto útoku není jasný, na tržišti v té době údajně nebyly žádní vládní ani američtí vojáci. V oblasti Tal Afáru podnikly v září americké a irácké vládní síly ofenzívu proti vzbouřencům, během níž byl údajně zabito 200 povstalců a zajato dalších 315. V iráckém hlavní městě Bagdádu bylo při ranním sebevražedném útoku zabito 5 policistů a 2 civilisté. Při jiném útoku byly v Bagdádu zastřeleny dvě policistky a sebevražedný útočník v automobilu naloženém výbušninami zabil osm vládních vojáků a jednoho civilistu.
- Významná politická strana reprezentující irácké sunnity uzavřela dohodu se zástupci šíitů a Kurdů o podpoře návrhu nové irácké ústavy. Irácká Islámská strana ústavu podpořila výměnou za slib, že po referendu o ústavě, které má proběhnout 15. října, parlament projedná změny v ústavě požadované sunnity. Jiný sunnitský představitel dohodu vzápětí označil za neuspokojující a podle šíitů zase dohoda není platná, pokud ji neschválí parlament.
- Návratový modul ruské kosmické lodi Sojuz dopravil na Zemi z Mezinárodní vesmírné stanice (ISS) amerického turistu Gregoryho Olsona a oba členy dosavadní posádky ISS: Rusa Sergeje Krikaljova a Američana Johna Phillipse.
- V 17 hodin SELČ zasáhlo Indonésii zemětřesení o síle 6 stupňů Richterovy stupnice. Epicentrum byla v oblasti severu Sumatry, 80 km od Banda Aceh. Zemětřesení nezpůsobilo tsunami a nejsou dosud hlášeny škody ani oběti.
- V Libérii proběhly prezidentské a parlamentní volby, první od konce 14 let trvající občanské války, která skončila v roce 2003.
- Poslanecká sněmovna Parlamentu České republiky zřídila vyšetřovací komisi ke kauze privatizace Unipetrolu

. Pro vznik komise, která má výsledky své práce zveřejnit do 31. ledna 2006, hlasovalo 160 poslanců ze všech politických stran.
12. října – středa
- V brzkých ranních hodinách vyslala Čína úspěšně do vesmíru kosmickou loď Šen-čou 6. Na palubě jsou dva kosmonauti: Nie Chaj-šeng a Fej Ťün-lung. Mise bude trvat 5 dnů. Jedná se o druhý čínský kosmický let, 15.–16. října 2003 první čínský kosmonaut Jang Li-wej v raketě Šen-čou 5 provedl 14 obletů Země.
- Prezident Václav Klaus odvolal na návrh předsedy české vlády Jiřího Paroubka (ČSSD) ministryni zdravotnictví Miladu Emmerovou (ČSSD). Vedením resortu byl dočasně pověřen ministr sociálních věcí a místopředseda vlády Zdeněk Škromach (ČSSD), nový ministr má být vybrán do deseti dnů. Jedním z kandidátů je předseda České lékařské komory David Rath.
- Syrský ministr vnitra Ghazi Kanaan spáchal ve své pracovně sebevraždu. Příčiny se vyšetřují. V posledních týdnech čelil obvinění z viny na smrti libanonského expremiéra Harírího, na kterého byl 14. února spáchán atentát.

13. října – čtvrtek
- Skupina ozbrojenců obsadila několik vládních budov v severokavkazském Nalčiku. Při následném ozbrojeném střetu bylo zabito nejméně 61 útočníků, 12 federálních vojáků a nejméně 12 civilistů, údaje o zraněných se podle místních nemocnic odhadují mezi 115–150 osobami. K zodpovědnosti se přihlásili čečenští separatisté pod vedením Šamila Basajeva, který se však akce zřejmě osobně nezúčastnil. Útok vyvolalo zadržení skupiny stoupenců militantního islámského hnutí vahhábitů, o jejichž osvobození se nyní snaží jejich druzi. Město Nalčik je správním střediskem Kabardsko-balkarské autonomní republiky, která sousedí se Severní Osetií. Při podobné teroristické akci v severoosetském Beslanu (1.–3. září 2004) bylo ve škole drženo 1 200 rukojmí, při jejichž osvobození zahynulo 338 osob (z toho polovina dětí).
- Nositelem Nobelovy ceny za literaturu se stal britský dramatik, herec, filmař a básník Harold Pinter.
- Evropský parlament zbavil imunity svého poslance za Českou republiku Vladimíra Železného. Bývalý ředitel televize Nova tak bude moci být českými orgány trestně stíhán za tři hospodářské trestné činy, jichž se měl údajně dopustit v souvislosti s dovozem obrazů a sporem kolem vlastnictví televize Nova. Evropský parlament Železného vydal pod podmínkou, že až do vynesení rozsudku nebude zatčen.

14. října – pátek
- Výskyt nebezpečného viru ptačí chřipky H5N1 byl prokázán u zvířat v Turecku a Rumunsku (v obou případech varianta přenosná na člověka). Evropa zahajuje opatření proti viru. Německo zpřísňuje kontrolu na hranicích, Maďarsko zahajuje desinfekci vozidel z Rumunska. V celé Evropě byly vykoupeny zásoby léku Tamiflu, v Srbsku lidé vykupují ochranné roušky.
- Ruské jednotky zabily poslední skupinu ozbrojenců v Nalčiku a ukončila tak přibližně čtyřiadvacetihodinové drama v tomto severokavkazském městě. Mezi ozbrojenci byl podle ruských zdrojů i jeden vysoce postavený čečenský vůdce. Spekulace, že se jednalo o polního velitele Šamila Basajeva, nebyly dosud potvrzeny.

15. října – sobota
- Iráčané v referendu podle oficiálních výsledků, oznámených 25. října, schválili návrh nové ústavy. Podle volební komise se referenda zúčastnilo 63 % z 15,5 milionu oprávněných voličů. Pro návrh hlasovalo 78,59 %, proti návrhu 21,41 %. Voliči ve třech sunnitských provincií návrh ústavy odmítlo, avšak pouze ve dvou provinciích se tak stalo více než dvoutřetinovou většinou, což na nepřijetí ústavy nestačilo. Ústava by nebyla schválena, pokud by ji odmítli voliči v alespoň třech provinciích dvoutřetinovou většinou. Hlasování proběhlo ve srovnání s lednovými parlamentními volbami v relativním klidu: celkem byli během hlasování zabiti tři iráčtí vojáci, jeden civilista a 10 lidí podílejících se na organizaci voleb bylo uneseno. Výbuchem nastražené bomby bylo v městě Ramadí, ležícím asi 110 kilometrů západně od Bagdádu, také zabito pět příslušníci amerických okupačních sil. Konečné výsledky hlasování jsou očekávány zhruba za týden, přesto již druhý den americká ministryně zahraničí Condoleezza Riceová prohlásila, že ústava „byla pravděpodobně schválena“.
- Při výbuchu dvou bomb nastražených v odpadkových koších v nákupním středisku v íránském městě Ahváz byli zabiti nejméně 4 lidé a přes 70 bylo zraněno. V íránských sdělovacích prostředcích se objevily spekulace a citace výroků íránských činitelů, že za útoky stojí Velká Británie, jejíž jednotky jsou rozmístěny v nedalekém Iráku. Velká Británie výbuchy odsoudila a popřela na nich jakýkoli podíl, zatímco mluvčí íránského ministerstva zahraničí prohlásil, že vyšetřování dosud probíhá. Británie a Írán se v minulost vzájemně obvinili z podpory militantních skupin v Iráku a v Íránu.

16. října – neděle
- Čínská kosmická loď Šen-čou 6 se dvěma kosmonauty na palubě úspěšně přistála v severní Číně.
- Palestinští útočníci zabili tři mladé izraelské osadníky na okupovaném Západním břehu Jordánu. K útoku se přihlásila skupina Brigády mučedníků Al-Aksá, podle níž jde o odplatu za izraelské zabíjení Palestinců během vojenských vpádů na palestinská území. Izraelská armáda následně na Západním břehu zastřelila čelného představitele jiné palestinské ozbrojené skupiny, Islámského džihádu. O den později izraelská vláda oznámila přerušení všech kontaktů s orgány Palestinské autonomie.
- Při útoku amerických vrtulníků a letadel bylo poblíž iráckého města Ramádí zabito 70 lidí. Podle amerických okupačních sil šlo o ozbrojené povstalce, podle očitých svědků citovaných západními agenturami tvoří nejméně poloviny mrtvých civilisté.

17. října – pondělí
- Japonský premiér Džuničiró Koizumi již popáté od svého nástupu do funkce v roce 2001 navštívil svatyni Jasukuni v Tokiu, ve které jsou uctívání padlí japonští vojáci a váleční zločinci popravení Spojenci po druhé světové válce.
- Řecké úřady oznámily nález viru ptačí chřipky v ptácích na farmě na ostrově Oinússai, ležícím poblíž tureckého pobřeží. Není zatím známo, zda jde o pro lidi nebezpečný kmen H5N1.

18. října – úterý
- Po několikaměsíčních odkladech byla oficiálně vydána verze 2.0 balíku kancelářských programů OpenOffice.org.
- Vandalští sprejeři pomalovali Gerlachovský štít ve Vysokých Tatrách na Slovensku.

19. října – středa
- V Bagdádu začal před zvláštním tribunálem soud s bývalým iráckým prezidentem Saddámem Husajnem a sedmi jeho bývalými spolupracovníky. Saddám legitimitu soudu v úvodním vystoupení odmítl a označil se za nevinného. Žaloba ho viní ze smrti 143 šíitských obyvatel jedné vesnice, které dal údajně popravit poté, co byl v této vesnici na něj v roce 1982 podniknut pokus o atentát. Proces byl po krátce po zahájení odročen na 28. listopadu.
- V Polsku se konala první schůze nového Sejmu. Premiér Marek Belka podal demisi vlády. Sestavením nové vlády bude pověřen Kazimierz Marcinkiewicz (PiS).

20. října – čtvrtek
- Předseda české vlády Jiří Paroubek (ČSSD) navrhl prezidentovi Václavu Klausovi jmenovat novým ministrem zdravotnictví předsedu České lékařské komory Davida Ratha. Klaus odmítl Ratha jmenovat do funkce v obavě ze střetu zájmů.
- Hurikán Wilma, který se v současnosti nachází u pobřeží Střední Ameriky, dosahuje stupně 4, rychlost větru se pohybuje okolo 250 km/h. Hurikán podle předpovědí obkrouží Kubu, odpoledne zasáhne východ poloostrova Yucatan a zamíří k východnímu pobřeží Floridy. Jedná se o jeden z historicky nejsilnějších hurikánů. Zároveň Wilma definitivně potvrdila letošní rekord v nejvyšším počtu hurikánů v jedné sezoně.
- V jihokorejském Soulu byla otevřena nová banka kmenových buněk.

21. října – pátek
- Bylo zahájeno první řádné pozemní digitální televizní vysílání v Česku. Prozatím ze dvou vysílačů v Praze.
- Krátce po půlnoci bylo v Egejském moři zaznamenáno silné zemětřesení. Nejvážněji bylo postiženo turecké město Izmir, odkud je hlášena jedna oběť a 15 zraněných.
- Místopředseda vlády Zdeněk Škromach, který je dočasně pověřen řízením ministerstva zdravotnictví, jmenoval Davida Ratha do funkce 1. náměstka ministra s pověřením řídit úřad. Fakticky tak obešel rozhodnutí prezidenta Klause, který odmítl jmenovat Ratha do funkce ministra zdravotnictví. Na tuto skutečnost Klaus reagoval prohlášením, že pověření k řízení úřadu je nepřenosné. Premiér Paroubek v ještě dnes znovu navrhne Ratha na funkci ministra s tím, že prezident je povinen ministra na návrh předsedy jmenovat a odmítnutí je protiústavní. Klaus naopak označuje kvůli střetu zájmů za protiústavní jmenování do funkce. Paroubek je připraven úřad formálně řídit sám, pokud by Klaus Ratha znovu odmítl.
- OSN zveřejnila zprávu o výsledcích vyšetřování atentátu na libanonského politika Rafíka Harírího. Podle vyšetřovatelů OSN byla vražda Harírího, ke které došlo 14. února, připravována několik měsíců rozvětvenou organizací. Mnoho stop prý naznačuje, že se na atentátu podílely libanonská a syrská vláda. Syrská vláda zprávu označila za „vzdálenou od pravdy“. Libanonská armáda byla ještě před zveřejněním zprávy rozmístěna kolem velkých měst, aby zabránila případným nepokojům v reakci na zveřejnění zprávy OSN.

23. října – neděle
- V Polsku proběhlo druhé kolo prezidentských voleb. Vyhrál Lech Kaczyński z PiS, který získal 54,04 %, kdežto jeho rival Donald Tusk z PO 45,96 %. Volební účast 50,99 %.
- Krátce po startu z největšího nigerijského města Lagosu zřítilo dopravní letadlo Boeing 737 se 116 lidmi na palubě. Pravděpodobně všichni lidé na palubě letadla, mířícího do hlavního nigerijského města Abuji, při katastrofě zahynuli.
- Ptačí chřipka: V Británii uhynul v karanténě papoušek dovezený ze Surinamu. Podle testů byl nositelem viru H5N1, který je přenosný na člověka.

24. října – pondělí
- Ptačí chřipka:
Výskyt viru H5N1 byl potvrzen v Tambovské oblasti Ruska, 400 km jihovýchodně od Moskvy.
V Chorvatsku byl virus laboratorně potvrzen u uhynulých labutí poblíž města Našice.
Maltské úřady nařídili izolaci a karanténu posádky lodě z Tchaj-wanu. Na palubě byli nalezeni uhynulí ptáci.
- Hurikán Wilma:
V mexickém Cancúnu, který byl vážně poškozen hurikánem, propuklo rabování. Policie se marně snaží zvládnout situaci.
Hurikán dosáhl východního pobřeží Floridy, toho času na třetím stupni pětibodové škály s rychlostí větru kolem 160 km/h. Živel si vyžádal již první oběť, kdy padající strom usmrtil jednoho muže. Na 800 000 obyvatel je bez elektrického proudu, výpadek potrvá nejméně 2 dny. Hurikán způsobuje rozsáhlé škody a přináší s sebou velké vlny, podle varování meteorologů mohou dosáhnout až 5 metrů.
- Při útoku třemi automobily naloženými výbušninami na hotely Palestina a Sheraton v Bagdádu bylo zabito nejméně 17 lidí, většinou strážců, zaměstnanců hotelů, a náhodných kolemjdoucích. Bylo zničeno také jedno prázdné obrněné vozidlo americké armády. V obou hotelích jsou ubytováni zahraniční podnikatelé a novináři a podle některých informací mohlo být cílem útočníků hotely obsadit a zadržet rukojmí.
- V 92 letech zemřela Rosa Parksová. Pomohla odstartovat boj amerických černochů za rovná práva, když v roce 1955 navzdory zákazu neuvolnila bělochovi místo v alabamském autobuse.

25. října – úterý
- Britská rozhlasová a televizní stanice BBC oznámila, že ukončí vysílání do zahraničí v 10 jazycích včetně češtiny, slovenštiny a polštiny. Zahraniční sekce BBC, BBC World Service, naopak zahájí televizní vysílání v arabštině. Jde o první zahraniční televizní vysílání BBC financované z veřejných peněz; stávající televizní vysílání BBC v angličtině do zahraničí je financováno z reklam.
- Náchodsko zasáhlo slabé zemětřesení o síle 3,4 stupně Richterovy škály. Nebyly hlášeny žádné větší škody.

26. října – středa
- Pět lidí bylo zabito při útoku sebevražedného útočníka v izraelském městě Chadera. K zodpovědnosti za útok se přihlásilo militantní palestinské hnutí Islámský džihád, které akci označilo za pomstu za zabití jednoho ze svých vůdců izraelskou armádou 24. října.

27. října – čtvrtek
- Při bitvě mezi šíitskými a sunnitskými milicemi bylo u Bagdádu zabito nejméně 18 šíitů a dva policisté. Šíité nejprve osvobodili jednoho spolubojovníka zajatého předtím sunnity, ale na zpáteční cestě byli přepadeni.

28. října – pátek
- V Praze před německým velvyslanectvím demonstrovalo asi sto lidí proti zatčení Ernsta Zündela.

29. října – sobota
- Při třech explozích nastražených náloží v indickém hlavním městě Dillí bylo zabito 62 lidí. K zodpovědnosti za útoky se přihlásila islamistická skupina Inkilab (Revoluce), která je údajně napojena na kašmírské separatisty.

30. října – neděle
- Při výbuchu automobilu naloženého výbušninami bylo v šíitské vesnici vzdálené 60 km severně od iráckého hlavního města Bagdádu zabito nejméně 30 lidí.

31. října – pondělí
- Irák: Při výbuchu automobilu naloženého výbušninami v Basře zahynulo 20 lidí, z toho 6 policistů. Při dvou bombových útocích u Bagdádu bylo zabito 6 amerických vojáků. Při americkém bombardování domu údajného vůdce al-Káidy na západě Iráku poblíž syrských hranic bylo zabito nejméně 40 lidí a další 20 zraněno. Zatímco podle amerických okupačních sil šlo o „přesně cílený útok“ připravený tak, aby se zabránilo civilním obětem, podle místních lékařů a kmenových vůdců jsou všichni mrtví civilisté včetně řady žen a dětí.
- Rada bezpečnosti OSN schválila rezoluci, ve které žádá Sýrii, aby plně spolupracovala při vyšetřování smrti libanonského politika Rafíka Harírího.